# Hebron (Connecticut)
Hebron è un comune di 9.198 abitanti degli Stati Uniti d'America, situato nella Contea di Tolland nello Stato del Connecticut.